# Ruby West
Ruby West (Hamilton, 7 juli 1999) is een wielrenster uit Canada. Ze rijdt zowel op gravel, op de weg, als op de baan, in het veld en in de bergen.

## Biografie
West groeide op op een boerderij en is een buitenmens met hart voor natuur en milieu. Ze reed als kind regelmatig op de mountainbike naar school en begon op 12-jarige leeftijd te fietsen bij een lokale vereniging. Als nieuweling en junior won ze diverse nationale kampioenschappen op de baan en ze hield enkele jaren een nationaal record op de ploegenachtervolging onder-17. In 2016 werd ze derde op het nationaal kampioenschap tijdrijden op de weg voor junioren. Gaandeweg ontdekte ze haar talent en passie voor het veldrijden.
West komt uit een sportief nest. Haar vader Mike won als zwemmer een zilveren en bronzen medaille op de Olympische Spelen in 1984 in Los Angeles. Haar vriend Derek Gee nam deel aan de Olympische Spelen van Tokio in 2021. Om haar eigen Olympische ambities waar te maken, had ze in 2021 weer het baanwielrennen opgepikt. Het diende als training voor het crossseizoen, maar gaf ook een kans om erbij te zijn in Parijs in 2024 en Los Angeles in 2028. Ze zou het heel mooi vinden als ze net als haar vader in LA mag deelnemen. Echter, was ze in 2024 al geselecteerd om mee te mogen naar Parijs waar ze meeging als reserve voor de ploegenachtervolging. Haar landgenoten werde achtste.
Naast het wielrennen volgde ze in 2022 een studie Psychologie aan Queen's University in Kingston, Ontario.

### Veldrijden
In het kalenderjaar 2017 reed ze bij het Canadese team Rise op de weg, en Cannondale-cyclocrossworld.com in het veld en won ze als 18-jarige zes elite veldritten. In 2018 en 2019 won West een zilveren en gouden medaille bij de Pan-Amerikaanse kampioenschappen veldrijden voor beloften. In het volgende, niet afgelaste, Pan-Amerikaanse kampioenschap won ze bij de elite zilver. In het eerste Corona-seizoen 2020-21 koerste West in België voor de ploeg Proximus-Alphamotorhomes-Doltcini CT. Haar beste prestatie was een dertiende plaats in de X²O Badkamers Trofee cross te Kortrijk. In de SuperPrestige was haar beste klassering plek 20 in de GP Eric De Vlaeminck, te Zolder. Ze stond daarmee niet in het klassement, want slechts plaats 1 t/m 15 per race kregen punten voor het klassement. Het seizoen daarop was ze in Canada, bouwde ze haar eigen team op en won ze de New-England Series.

## Uitslagen

### Veldrijden
| Seizoen   |     | WK | PK   | CK |    | Elite Klassementen | Elite Klassementen | Elite Klassementen | Elite Klassementen | Elite Klassementen |       | Podia | Podia | Podia | Aantal crossen |
| Seizoen   | WB  | WK | PK   | CK | SP | TV                 | US                 | NE                 | Goud               | Zilver             | Brons |       |       |       | Aantal crossen |
| --------- | --- | -- | ---- | -- | -- | ------------------ | ------------------ | ------------------ | ------------------ | ------------------ | ----- | ----- | ----- | ----- | -------------- |
| 2022-2023 |     | –  | –    | –  |    | –                  | –                  | –                  | –                  | –                  |       | –     | –     | –     | –              |
| 2021-2022 | 23e | ↑  | Afg. |    |    |                    |                    | 1                  | 2                  | 1                  | –     | 3     |       |       |                |

| Seizoen                                                 |     | WK  | PK   | CK   |    | Elite Klassementen | Elite Klassementen | Elite Klassementen | Elite Klassementen | Elite Klassementen |       | Podia        | Podia | Podia | Aantal crossen |
| Seizoen                                                 | WB  | WK  | PK   | CK   | SP | TV                 | US                 | NE                 | Goud               | Zilver             | Brons |              |       |       | Aantal crossen |
| ------------------------------------------------------- | --- | --- | ---- | ---- | -- | ------------------ | ------------------ | ------------------ | ------------------ | ------------------ | ----- | ------------ | ----- | ----- | -------------- |
| 2020-2021                                               |     | 21e | Afg. | Afg. |    | 41e                | –                  | 33e                |                    |                    |       | –            | –     | –     | – eliteraces   |
| 2019-2020                                               | 9e  | ↑   | ↑    | 33e  | –  | 40e                | –                  | 8/4                | –                  | –                  | 4     | 4 eliteraces |       |       |                |
| 2018-2019                                               | 20e | ↑   | ↑    | 85e  | –  | 38e                | –                  | 2/2                | 4                  | 2                  | 1     | 7 eliteraces |       |       |                |
| 2017-2018                                               | 21e | 5e  | ↑    | 52e  |    |                    | 25                 | 1                  | 6                  | 1                  | 1     | 8 eliteraces |       |       |                |
| 2016-2017                                               | 26e | 6e  | ↑    | 83e  |    | 10                 | –                  | –                  | 1                  | 1 eliterace        |       |              |       |       |                |
| 2015-2016                                               | 33e | 4e  | ↑    |      |    | –                  | –                  | –                  | –                  |                    |       |              |       |       |                |
| 8/4 = 8e plek bij de Elite / 4e bij de onder 23 vrouwen |     |     |      |      |    |                    |                    |                    |                    |                    |       |              |       |       |                |

### Baan
| Jaar      | CK                                                     | P-AK                                                                             | WK                                                                      | Overige                         |
| Als elite | Als elite                                              | Als elite                                                                        | Als elite                                                               | Als elite                       |
| --------- | ------------------------------------------------------ | -------------------------------------------------------------------------------- | ----------------------------------------------------------------------- | ------------------------------- |
| 2021      |                                                        |                                                                                  | 4e ploegenachtervolging 20e afvalkoers                                  | NC Cali: · ploegenachtervolging |
| 2022      | achtervolging · koppelkoers · omnium · 9e 500m tijdrit | afvalkoers · koppelkoers · omnium · ploegenachtervolging · puntenkoers · scratch | 7e ploegenachtervolging 8e afvalkoers 12e achtervolging 12e koppelkoers |                                 |
| 2023      |                                                        |                                                                                  | 7e afvalkoers 8e ploegenachtervolging 13e achtervolging                 |                                 |
| 2024      |                                                        |                                                                                  |                                                                         |                                 |

### Weg
2016
 Canadees kampioenschap tijdrijden, junioren
2021
 Canadees kampioen op de weg, beloften
 Canadees kampioenschap tijdrijden, beloften

### Gravel
2022
1e, Scarecrow Gravel, Sea Otter Canada 